# Verklighetsspel
Verklighetsspel är ett samlingsbegrepp för spel som använder sig av verkligheten som spelplan. Befintliga medier och offentliga platser används som delar i ett större narrativ eller speltekniskt sammanhang. Begreppet fick sitt genombrott när kulturtidskriften Interacting Arts släppte ett omfattande temanummer om spelformen.

## Deltagande
Ett vanligt sätt att delta i verklighetsspel är att agera som om spelets verklighet var sann. Deltagaren tar aktiv del i skapandet av berättelsen på samma sätt som under ett lajv eller rollspel, även om hon inte nödvändigtvis spelar en roll utan kan agera utifrån sin verkliga identitet.
Detta sätt att spela på kallas för  Alternate Reality Game, eller ARG.
Verklighetsspel är dock som genre bredare, då det även innefattar spel som inte utger sig för att vara en alternativ verklighet. Skattjakter är exempel på vad verklighetsspel skulle kunna vara.
Verklighetsspel innefattar även genren "pervasive games".

## Kritik
Verklighetsspel har använts som en del av politisk kritik och praktik på grund av att spelen många gånger tydliggör framförallt den sociala verkligheten som en överenskommelse som är möjlig att förändra. Detta åskådliggörande har ofta angetts som en av huvudorsakerna till Interacting Arts experiment med formen.
Kritik har framförts mot att använda verkligheten som spelplan, främst ur ett etiskt perspektiv som ifrågsätter lämpligheten i att involvera människor som inte känner till att de blir del av ett spel. Ett exempel på en sådan kontrovers finns kring ett verklighetsspel som arrangerades på Högskolan på Gotland.

## Svenska verklighetsspel
- Scen 3 (Scen 3 eller S3) (Interacting Arts 2001-2004)
- Prosopopeia (Prosopopeia Bardo 1) (2005)
- TittaVaJaHitta (TittaVaJaHitta) (2005)
- Prosopopeia (Prosopopeia Momentum) (2006)
- Sanningen om Marika (Sanningen om Marika) (2007)
- Maskspel (projekt) (Interacting Arts 2007)
- Lets Play (Lets Play) (2008)